# Fronteira Afeganistão–China
A fronteira entre Afeganistão e China é a linha que limita os territórios de Afeganistão e China. É a menor fronteira internacional do Afeganistão, com 76 km. Fica no extremo oriental do Corredor de Wakhan, o qual forma um cabo de frigideira no nordeste do país. A sua existência é consequência do Grande Jogo, combate geopolítico que visou definir as esferas de influência na Ásia Central do Império Russo e do Império Britânico, e que fez do Afeganistão um estado tampão entre ambos. Situada em região de alta montanha, esta fronteira não é atravessada por nenhuma estrada.

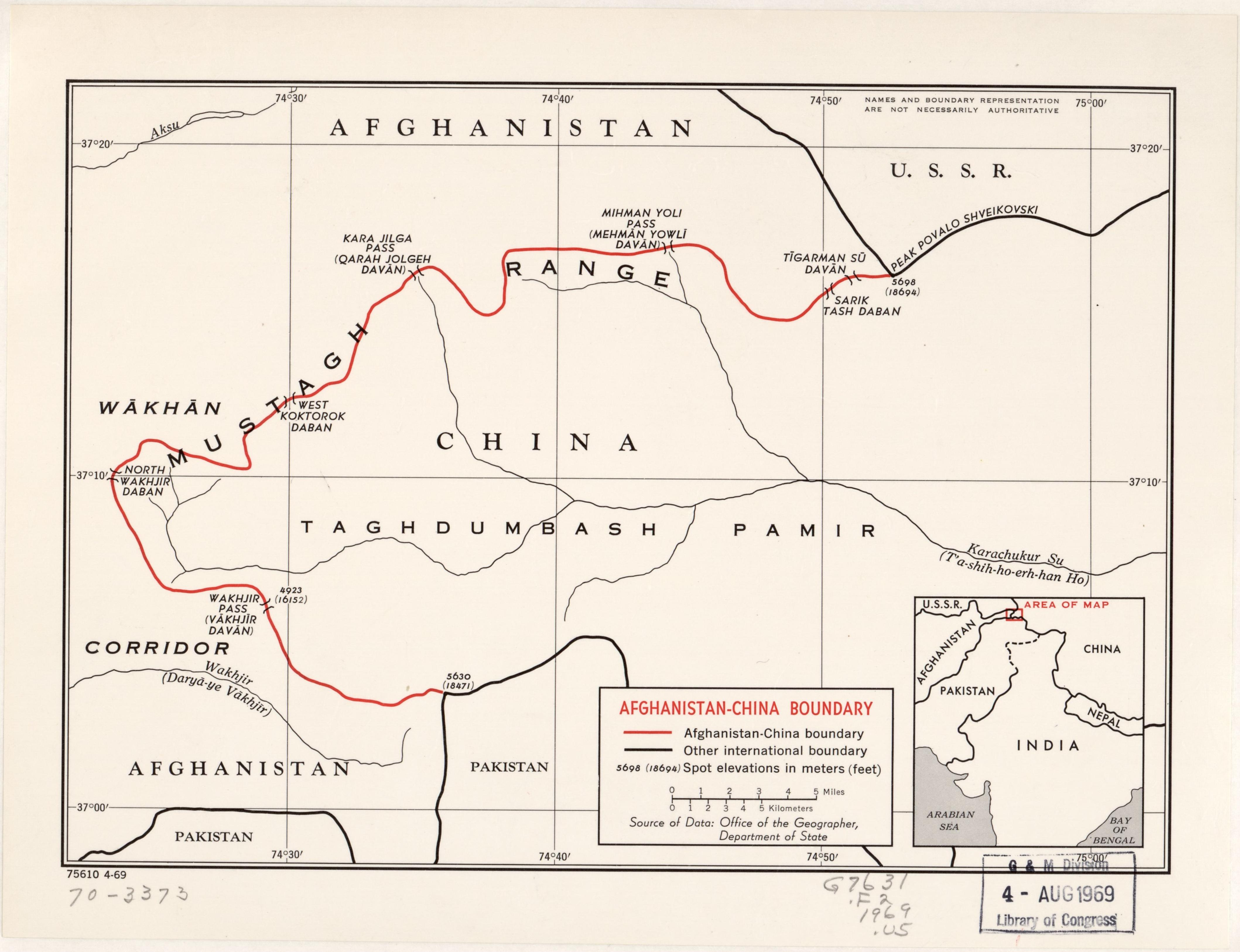
Fronteira Afeganistão-China (1969)

Uma curiosidade relacionada é que a passagem desta fronteira é que apresenta maior diferença na hora legal entre dois países vizinhos: Enquanto o Afeganistão está no fuso UTC+4:30, a China regula-se por UTC+8.